# San Juan de la Cruz, Abasolo
San Juan de la Cruz är en ort i Mexiko.   Den ligger i kommunen Abasolo och delstaten Guanajuato, i den centrala delen av landet, 280 km väster om huvudstaden Mexico City. San Juan de la Cruz ligger 1 691 meter över havet och antalet invånare är 216.
Terrängen runt San Juan de la Cruz är huvudsakligen platt, men västerut är den kuperad. Terrängen runt San Juan de la Cruz sluttar österut. Runt San Juan de la Cruz är det ganska tätbefolkat, med 116 invånare per kvadratkilometer. Närmaste större samhälle är Pénjamo, 19,0 km sydväst om San Juan de la Cruz. Trakten runt San Juan de la Cruz består till största delen av jordbruksmark.